# Ґ'яна-йоґа
Джняна-йога або ґ'яна йога (санскр. ज्ञान योग, jñānayoga IAST (шлях знання) —  один із різновидів йоги. Джняна перекладається із санскриту як знання.
Завдання джняна-йоги — досягнення конгруентності свого життя зі своїм світоглядом. Шляхом усвідомлення свого світогляду, свого способу мислення, рефлексією свого мислення. Для практики джняна-йоги важливо знаходити внутрішні противоріччя у мисленні, відслідковувати методологію свого мислення, бачити стиль свого мислення та мислення інших, корегувати мислення під конкретні задачі. 
У своєму коментарі до «Бгаґавад-ґіти», Шанкара, відображаючи точку зору школи адвайта-веданти, описав основне значення джняна-йоги як знання про безособовий аспект Абсолюту - Брахман. Тоді як вайшнавський коментатор і основоположник філософської системи вішишта-адвайта Рамануджа розглядав джняну як одну із складових частин бгакті.
У «Бгаґавад-ґіті» Крішна пояснює, що джняна полягає в правильному розумінні «кшетри» (поля діяльності, тобто тіла) і «кшетра-ґ'я» (той що знає поле, тобто душу): 
|  | «Тож знай, о нащадку Бгарати, що Я перебуваю в усіх тілах і знаю їх, і що розуміння тіла й того, хто знає його, називають знанням. Таке Моє слово». |

Потім Крішна пояснює необхідність усвідомлення різниці між полем діяльності і знавцем поля: 
|  | «Ті, що очима знання бачать відмінність тіла од того, хто знає тіло, й можуть також зрозуміти, як звільнитись з рабства матеріальної природи, досягають вищої мети». |

## Засоби
Джняна-йога вчить, що є чотири засоби спасіння: 
- Вівека - уміння розрізняти між справжнім та вічним (Брахман) і несправжнім та тимчасовим, тобто усім решту у Всесвіті. Ця теза часто ілюструється образом лебедя, який начебто уміє відділяти при питті молоко від води.
- Вайраґ'я - уміння відділити себе від тимчасового.
- Шад-сампат - шість чеснот: спокій (уміння контролювати розум), дама (уміння контролювати почуття), упараті (відмова від діяльності, що не є обов'язком), тітікша (витривалість, уміння терпіти), шраддга (віра), самадгана (уміння досконало зосереджуватися).
- Мумукшутва - сильне прагення звільнення від обмежень тимчасового.